# Peter Bergting
Lars Peter Bergting, född 23 januari 1970 i Åmål, är en svensk serieskapare, illustratör och författare.

## Biografi
Bergting är en fantasyillustratör och har illustrerat bland annat rollspelen Shadowrun, Magic, Drakar och Demoner, Mutant och Kult och även bidragit till spelen Battletech och Vampire the Eternal Struggle. Han har även gett ut fantasyserien Portent.
I USA har Bergting producerat ett flertal serieromaner för Image Comics, IDW och Dark Horse, bland annat med Joe R. Lansdale och Richard Morgan.
Bergting har illustrerat hundratals bokomslag, bland annat för Ronja Rövardotter, Bröderna Lejonhjärta, Ringarnas herre, Guldkompassen med flera. Tillsammans med Alvaro Tapia har han illustrerat omslaget till och Harry Potter och dödsrelikerna. Han har även gjort teckningarna till Jens Lapidus serieroman Gängkrig 145. Tillsammans med sin hustru Sofia Bergting har Peter Bergting gjort bokserien De dödas rike för Bonnier Carlsen.
Sedan 2013 arbetar Bergting med Mike Mignola och Christopher Golden på serien Baltimore vilket har resulterat i serieromanerna The Witch of Harju/The Wolf and the Apostle, The Cult of the Red King, Empty Graves och The Red Kingdom. Bergting arbetar sedan våren 2017 med Mike Mignola och Christopher Golden på adaptionen av romanen Joe Golem and the Drowning City för Dark Horse Comics.
2012 mottog Bergting Dalslands litteraturpris. 2015 mottog han en av två svenska Adamsonstatyetter, utdelade av Svenska Serieakademin.
Han nominerades till Augustpriset 2018 tillsammans med Jessica Bab Bonde  i kategorin Årets svenska barn- och ungdomsbok för Vi kommer snart hem igen (Natur & Kultur). Han nominerades till Augustpriset 2020 tillsammans med författaren Anders Fager i kategorin Årets svenska barn- och ungdomsbok för Kråkorna (Natur & Kultur).